# Louis Maurin (homme politique, 1869-1956)
Pour les articles homonymes, voir Louis Maurin et Maurin.
Louis Maurin  est un général et ministre français né le 5 janvier 1869 à Cherbourg (Manche) et mort le 6 juin 1956 à Paris.

## Biographie

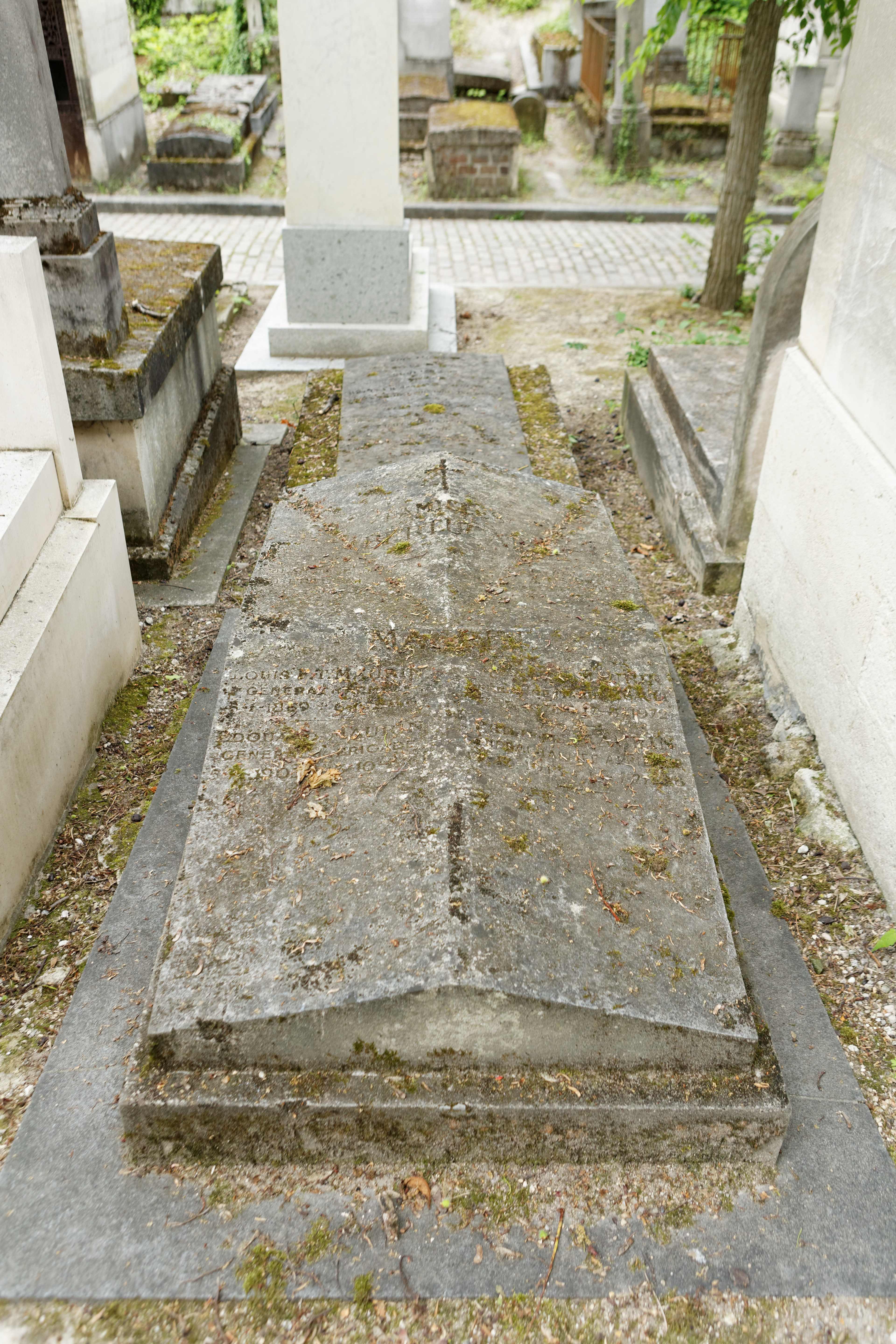
Sépulture au cimetière du Père-Lachaise.

Polytechnicien en (X 1888) et officier d'artillerie. Il a été nommé Général de Brigade en 1918, Général de Division en 1921, Général de corps d’armée en 1923, puis Général d’armée en 1926. Il a été Inspecteur Général de l’Artillerie, Membre du Conseil supérieur de la guerre. Il adopte une politique conservatrice lors de son passage au ministère de la Guerre, estimant que la ligne Maginot est une défense suffisante.
Il est ministre de la Guerre du 8 novembre 1934 au 7 juin 1935 dans les gouvernements Pierre-Étienne Flandin I et Fernand Bouisson et du 24 janvier au 4 juin 1936 dans le gouvernement Albert Sarraut (2).
Il est enterré au cimetière du Père-Lachaise (19e division).
Il est le père du chef d'état-major de l'Armée de l'air Philippe Maurin (1913-2008) et du chef d'État-Major des armées François Maurin (1918-2018).
Il est grand-croix de la Légion d'honneur en 1933.